# Ulmi (okręg Giurgiu)
Ulmi – wieś w Rumunii, w okręgu Giurgiu, w gminie Ulmi. W 2011 roku liczyła 1177 mieszkańców.